# Achille et Polyxène
Achille et Polyxène (LWV 74) è una tragédie lyrique composta da Jean-Baptiste Lully (che ne scrisse solo l'ouverture e il primo atto) e completata da Pascal Colasse dopo la morte di Lully, avvenuta il 22 di marzo 1687. Il libretto è di Jean Galbert di Campistron (1656-1723) e si basa sull'Eneide di Virgilio.
L'opera venne rappresentata per la prima volta il 7 novembre 1687 all'«Académie royale di musique» di Bérain con il seguente cast: Dumesny (Achille), Dun (Agamennone), Beaumavielle (Priamo), Mlle. Moreau (Andromaca), Mlle. Rochois (Polissena), Mlle. Desmatins (Briseida). La coreografia dei balletti intermedi era affidata a Lestang e Pecourt.
Achille et Polyxène venne aspramente criticata, al punto da ispirare epigrammi che definivano la musica piatta e insignificante, e fu rappresentata solo una volta dopo il debutto, l'11 ottobre 1712, con un nuovo prologo («La Félicité et Encelade») e con il seguente cast: Mlle. Poussin (La Felicità, Venere), Cochereau (Achille), Gli Myre (Patroclo), La Rozière (Diomede), Hardouin (Agamenón), Thevenard (Príamo), Mlle. Heusé (Andrómaca), Mlle. Journet (Políxena), Mme. Pestel (Briseida), Mlle. Antier (Giunone).
La Bourrée d'Achille (altrimenti detta Entrée des Genies de Talie) contenuta in quest'opera è citata nella canzone Shpalman di Elio e le Storie tese.

## Personaggi
| Personaggio | Tessitura    | Cast della prima rappresentazione, 7 novembre 1687 |
| ----------- | ------------ | -------------------------------------------------- |
| Achille     | Haute-contre | Louis Gaulard Dumesny                              |
| Agamennone  | Basso        | Jean Dun                                           |
| Priamo      | Basso        | François Beaumavielle                              |
| Andromaca   | Soprano      | Fanchon Moreau (o Louison Moreau?)                 |
| Polissena   | Soprano      | Marie gli Rochois                                  |
| Briseide    | Soprano      | Marie-Louise-Antoinette Desmatins                  |

## Registrazioni
Finora questa opera non è stata incisa, anche se alcuni artisti ne hanno registrato diverse selezioni parziali.